# Mike Tolbert
Mike Tolbert (Carrollton, Georgia, Estados Unidos, 23 de noviembre de 1985) es un jugador profesional de fútbol americano de la National Football League en la posición de Fullback con el número 35. Actualmente es agente Libre.

## Carrera deportiva
Mike Tolbert proviene de la Universidad Coastal Carolina y fue elegido en el Draft de la NFL de 2008.
Ha jugado en los equipos Carolina Panthers y San Diego Chargers.

## Estadísticas generales
| Yardas | Touchdowns | Promedio |
| 185    | 1          | 3.7      |